# Louis de Koning
Louis de Koning (Brielle, Holanda del Sud, 19 de març de 1967) va ser un ciclista neerlandès que fou professional entre 1988 i 1999, i uns quants mesos l'any 2005. Les seves victòries més importants les va aconseguir a la Volta a Colònia i a la Volta a Holanda del Nord.

## Palmarès
- 1988
  - 1r a la Ronda van Midden-Nederland
  - 1r al Volta a Limburg
- 1992
  - 1r a la Volta a Colònia
  - 1r al Gran Premi Raymond Impanis
  - Vencedor d'una etapa de la Volta als Països Baixos
  - Vencedor d'una etapa de la Volta a Irlanda
- 1995
  - 1r al Tour d'Overijssel
- 1996
  - 1r al Ster van Zwolle
  - 1r al Volta a Limburg
  - 1r a la Parel van de Veluwe
  - Vencedor d'una etapa de la Setmana ciclista del Flandes zelandès
  - Vencedor d'una etapa de l'Olympia's Tour
- 1998
  - 1r a la Volta a Holanda del Nord

### Resultats al Giro d'Itàlia
- 1987. 90è de la classificació general

### Resultats a la Volta a Espanya
- 1991. Fora de temps